# لوکا دلا روبیا

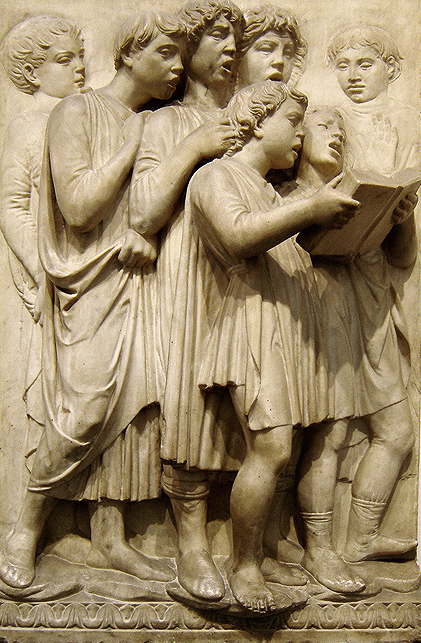
بخشی از کانتوریا

لوکا دلا روبیا (ایتالیایی: Luca della Robbia؛ ‏ ایتالیایی: [ˈluːka della ˈrobbja, - ˈrɔb-]‏؛ ‎/ˌdɛlə ˈrɒbiə/‎، ‏ همچنین US: ‎/- ˈroʊb-/‎،؛ ‏ زادهٔ ۱۴۴۰ - درگذشت ۱۴۸۲) مجسمه‌ساز و سازنده ظروف سفالین اهل ایتالیا بود.
دلا روبیا به خاطر پیکره‌های سفالی رنگارنگ و مجسمه‌های تراکوتای قلع-لعابش مشهور است، تکنیکی که او ابداع کرد و به برادرزاده‌اش آندرئا دلا روبیا و دو فرزند او جووانی دلا روبیا و جیرولامو دلا روبیا نیز انتقال داد. اگرچه او یک پیکرتراش سنگی ماهری ، اما پس از توسعه تکنیک خود در اوایل دهه ۱۴۴۰ میلادی، عمدتاً در زمینهٔ سفال کار می کرد. کارگاه بزرگ او هم آثار ارزان‌تری را تولید می‌کرد که از قالب‌های مشابه و تکراری به‌دست می‌امد و هم قطعات گران‌تری که به‌صورت جداگانه قالب‌سازی می‌شدند. 
لعاب های چندرنگ و پر زرق‌وبرق او ، آثارش را بادوام‌تر و پرمعناتر می‌ساخت. کارهای او بیشتر به خاطر گیرایی و جذابیت‌شان مورد توجه قرار گرفته است تا نمایش‌پردازی موجود در آثار برخی از معاصرانش. دو اثر معروف او عبارتند از: «ولادت عیسی» (حدود ۱۴۶۰) و «مریم مقدس و کودک» (حدود ۱۴۷۵).مشهورترین اثر سنگی او که نخستین کار سفارشی وی نیز بود، «کانتوریا» در کلیسای جامع سانتا ماریا دل فیوره قرار دارد.
دلا روبیا را هموطنش لئون باتیستا آلبرتی با مقایسهٔ نبوغش با دوناتلو، لورنتسو گیبرتی فیلیپو برونلسکی، و مازاتچو تحسین می کرد. آلبرتی با قرار دادن دلا روبیا در زمرهٔ هنرمندان بزرگ یادشده، علاقمندی و توانایی‌های دلا روبیا لوکا را در پیکرتراشی با سنگ مرمر و برنز و همچنین سفال‌هایی که همیشه یادآور نام اوست، به ما گوشزد می‌کند.